# Клисура (община Демир Капия)
Вижте пояснителната страница за други значения на Клисура.
Клисура (на македонска литературна норма: Клисура) е село в Северна Македония, в община Демир Капия.

## География
Селото е разположено в Демир Капията югоизточно от самия град Демир Капия.

## История
В XIX век Клисура е изцяло българско селце в Тиквешка кааза на Османската империя. Според статистиката на Васил Кънчов („Македония. Етнография и статистика“) от 1900 г. Клисура или Турлукъ има 360 жители всички българи християни.
На 24 август 1903 година, по време на Илинденско-Преображенското въстание, обединените чети на Аргир Манасиев и Сава Михайлов водят тежък бой в местността Яворница при Клисура, в който загиват 7 четници.
Цялото село е под върховенството на Българската екзархия. По данни на секретаря на екзархията Димитър Мишев („La Macédoine et sa Population Chrétienne“) в 1905 година в Клисура има 480 българи екзархисти и работи българско училище.
При избухването на Балканската война 2 души от Клисура са доброволци в Македоно-одринското опълчение.
В селото има два православни храма: „Свети Никола“ от XIX век и „Свети Талалей“, които са под юрисдикцията на архиерейско наместничество Кавадарци в рамките на Повардарската епархия на МПЦ.

## Личности
Починали в Клисура
- Милан Барджиев (? – 1903), български революционер от Гевгели, четник на ВМОРО, убит в боя при Клисурска Яворница на 24 август 1903 година[7]
- Митко Савов Йосифов (? – 1903), български революционер от Мачуково, четник на ВМОРО, убит в боя при Клисурска Яворница на 24 август 1903 година[2]
- Панде Маркудов (? – 1903), български революционер от Мачуково, четник на ВМОРО, убит в боя при Клисурска Яворница на 24 август 1903 година[2]
- Петър Яриджиев, български революционер от Баялци, деец на ВМОРО, убит в боя при Клисурска Яворница[8]
- Тошо Иванов Гачев, български революционер от Враца, фелдфебел от Българската армия, деец на ВМОРО, убит в боя при Клисурска Яворница[3]
- Христо Дельов Митренцев (? – 1903), български революционер от Гевгели, четник на ВМОРО, убит в боя при Клисурска Яворница на 24 август 1903[9]